# Патринці
Па́тринці — село в Україні, у Китайгородській сільській територіальній громаді Кам'янець-Подільського району Хмельницької області.

## Назва
Деякі дослідники вважають, що в основі назви села лежить слово «патер», значення якого — католицький священик. На погляд краєзнавця Івана Гарнаги, топонім походить від терміну «патериця» (посох архієрея) або від його усіченої форми «патер», що трапляється в подільських і західноукраїнських говірках. «Патер (чи Патериця), певно, було прізвиськом одного із засновників цього села», — зазначив Іван Гарнага.
1957 року Іван Безручко записав у селі переказ про те, що село заснували опришки, які після смерті Олекси Довбуша подалися та Поділля та дісталися мальовничої долини, де Студениця впадає в Дністер. Спочатку основним промислом і засобом існування переселенців була риболовля. Оскільки рибу вони швидко й вправно патрали, виймаючи нутрощі, то їх стали називати патринцями, а коли тут заснували село, то від цього й пішла його назва.

## Географія
Подільське село Патринці розташоване на відстані 24 кілометрів автошляхами від міста Кам'янець-Подільський в південно-західній Україні. Біля села протікає річка Студениця.

### Клімат
Патринці знаходяться в межах вологого континентального клімату із теплим літом, у так званому «теплому Поділлі». Але діяльність людини призводить до поганих змін та глобального потепління. Рівень наповнення річок водою по області становить лише 20 % від необхідного стандарту, значна частина земної поверхні стає посушливою. Для покращення ситуації варто було б відновлювати екосистеми та лісові насадження.

## Історія
У Патринцях виявлено знаряддя праці доби пізнього палеоліту та неоліту.
Село відоме з 1638 року.
Церква Здвиження збудована у 1735 році — дерев'яна триверха. У 1868 році перебудована на одноверху.
Внаслідок поразки Перших визвольних змагань на початку XX століття, село надовго окуповане російсько-більшовицькими загарбниками.
Радянська окупація принесла колективізацію та розкуркулення, мешканці села зазнали репресій.
В 1932–1933 селяни села пережили сталінський голодомор.
По закінченню Другої світової війни у 1946—1947 роках мешканці села вчергове пережили голод.
При будівництві Дністровської ГЕС у 1973 році село підпадало під затоплення (як сталося, наприклад, з Бакотою, Калюсом, та іншими давньоруськими містами, а на той час селами). Мешканці були переселені на високий правий берег Студениці, на плато за 1.5 км на північний захід від старого місця. Проте інженери допустили помилку — рівень підйому води виявився нижчим ніж було розраховано. Завдяки цій помилці і збереглося місце, де село лежало історично, разом із руїнами церкви в долині річки.
З 24 серпня 1991 року село входить до складу незалежної України.
13 серпня 2015 року шляхом об'єднання Дерев'янської, Калачковецької, Китайгородської та Колодіївської сільських рад село увійшло до Китайгородської сільської громади. Об'єднання в громаду має створити умови для формування ефективної і відповідальної місцевої влади, яка зможе забезпечити комфортне та безпечне середовище для проживання людей.
Колищній орган місцевого самоуправління — Калачковецька сільська рада.

## Населення
За переписом населення України 2001 року в селі мешкало 48 осіб.

### Мова
У селі поширені західноподільська говірка та південноподільська говірка, що відносяться до подільського говору, який належить до південно-західного наріччя.
100 % населення вказало своєю рідною мовою українську мову за даними перепису 2001 року.

## Відомі люди

### Уродженці
- Безручко Іван Григорович (5 травня 1922) — український фольклорист.

## Охорона природи
Село лежить у межах національного природного парку «Подільські Товтри». За 4 км на південний захід від села Патринці розташований ботанічний заказник Нижні Патринці.

## Галерея

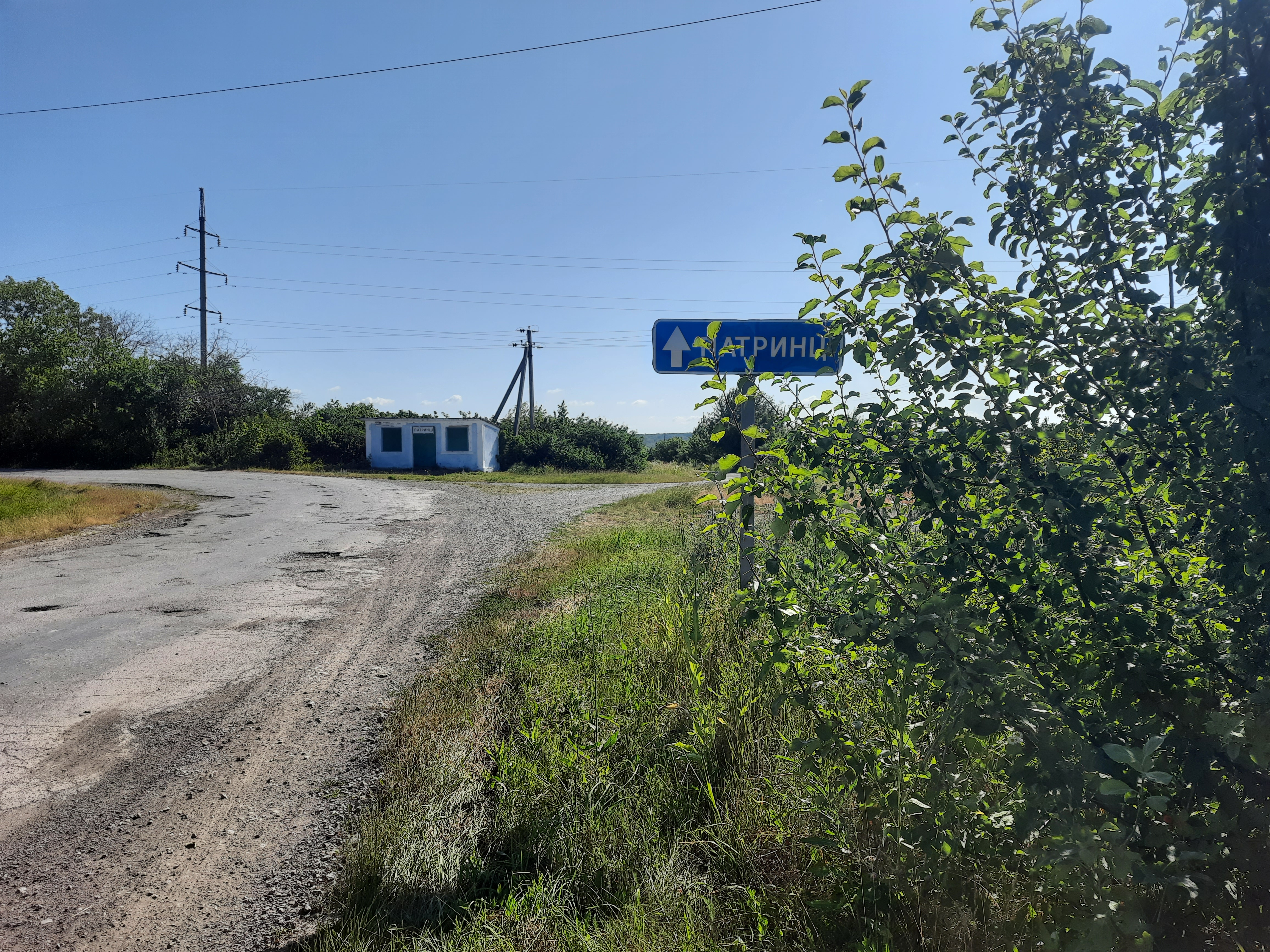
Дорожній знак при в'їзді в село
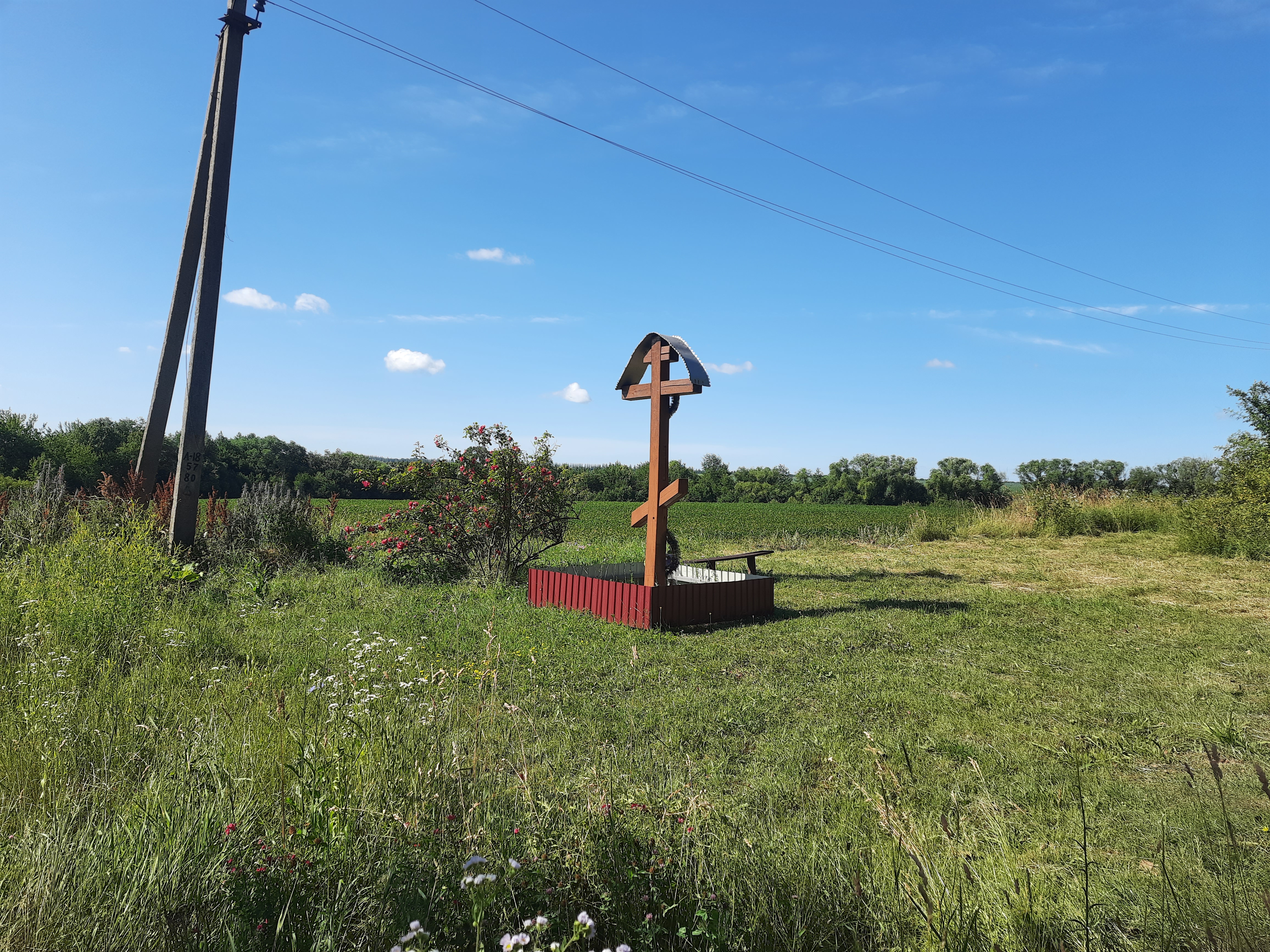
Пам'ятний хрест
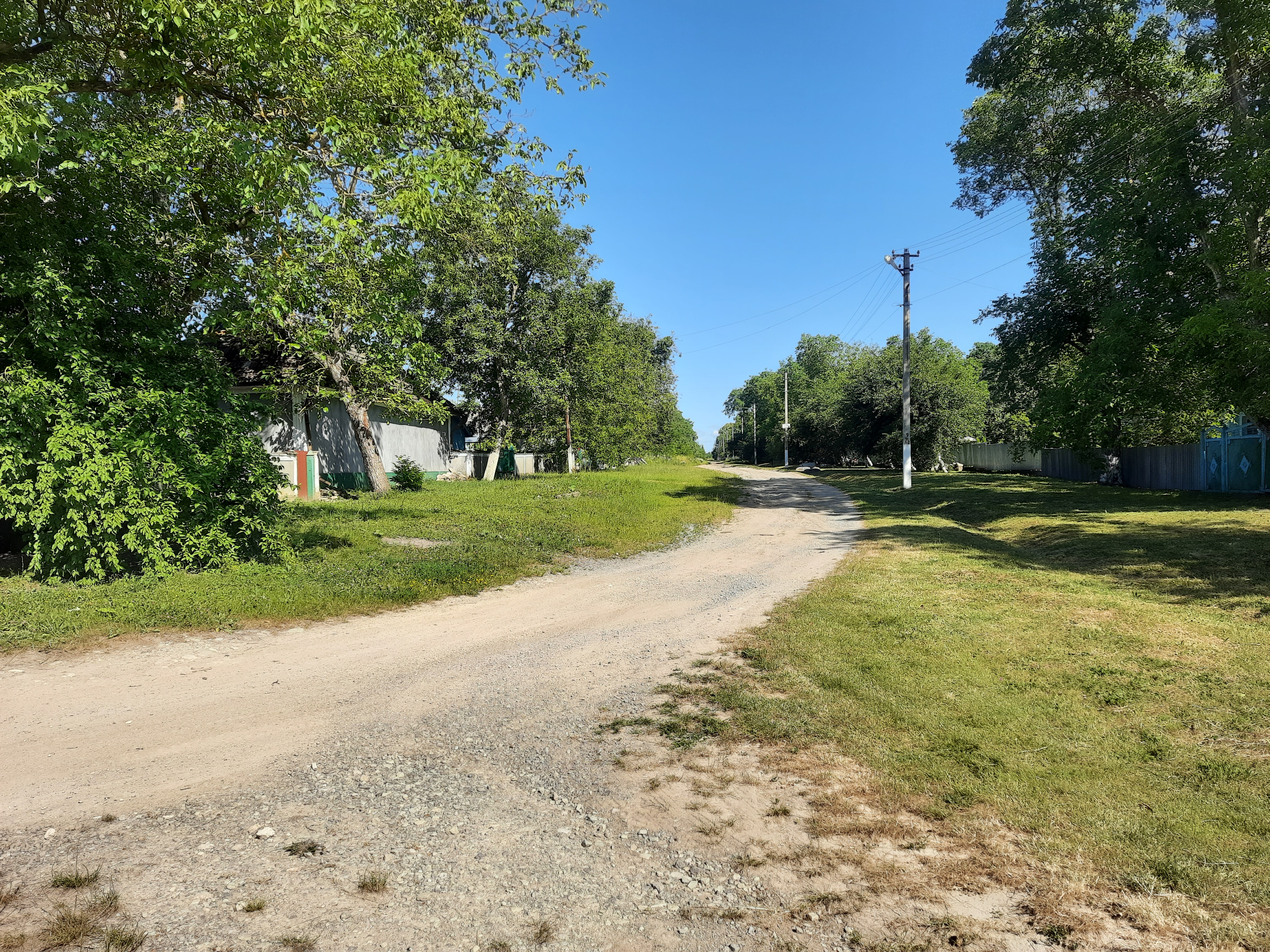
Сільська вулиця
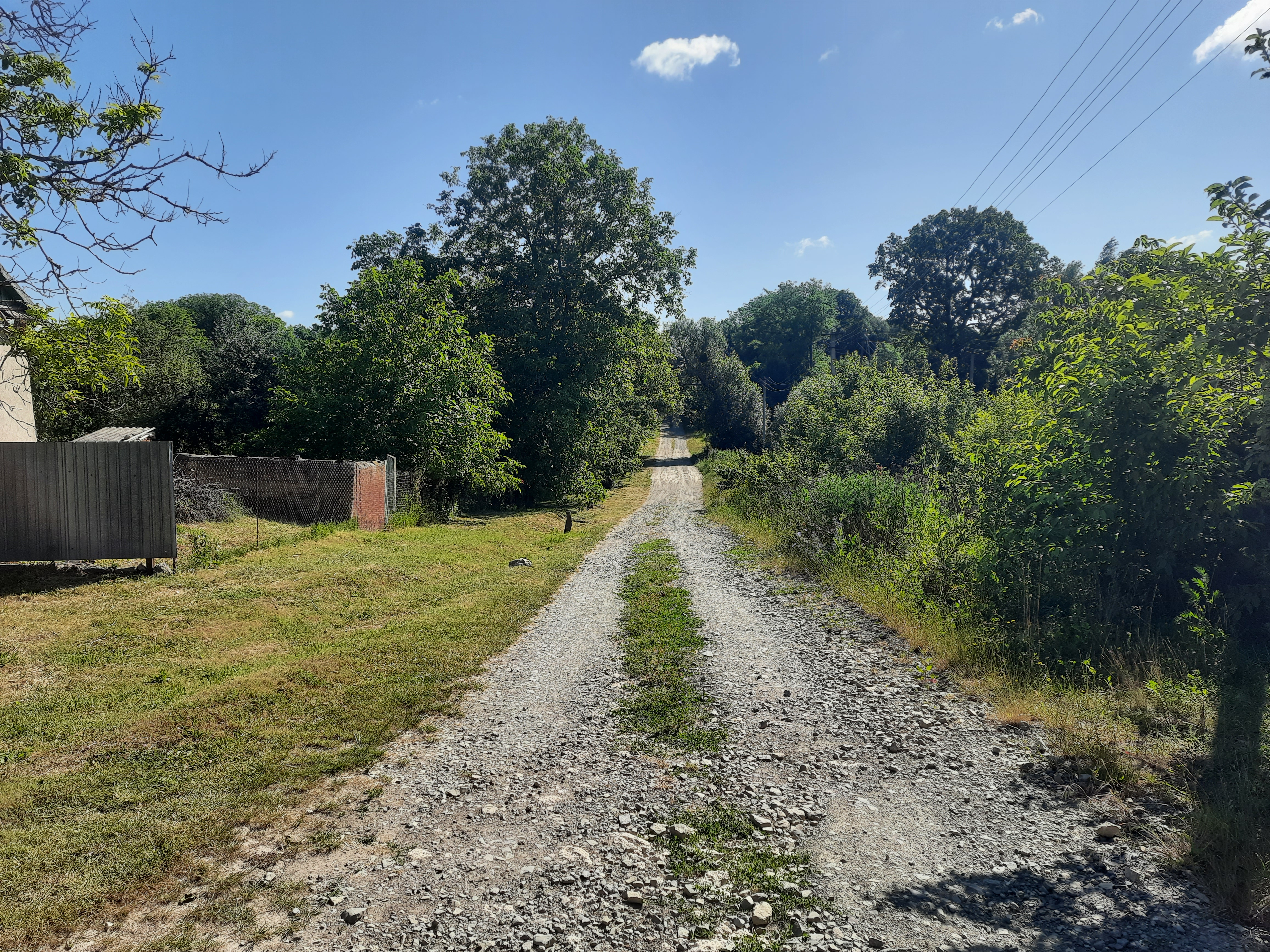
Сільська вулиця
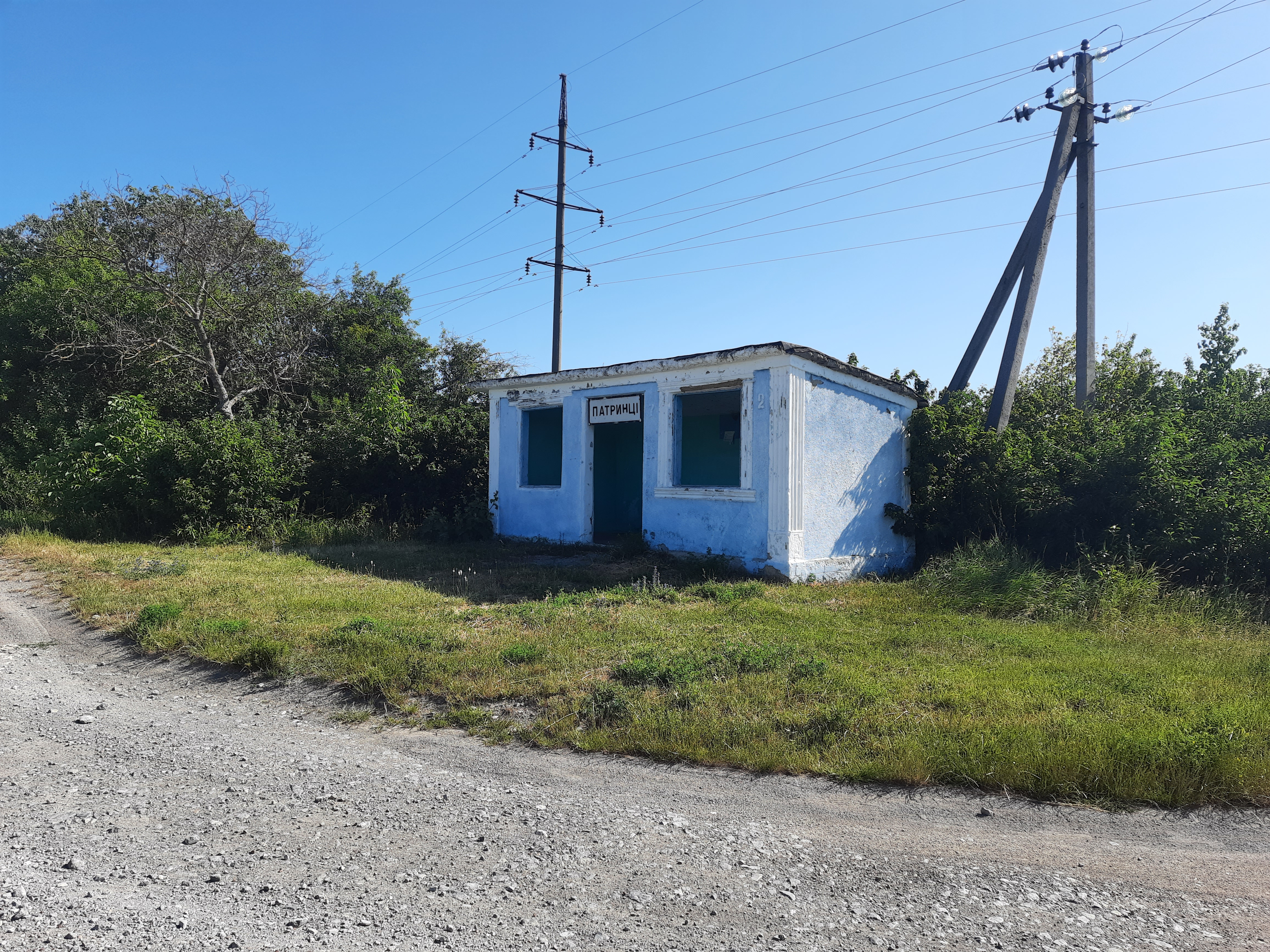
Автобусна зупинка біля села
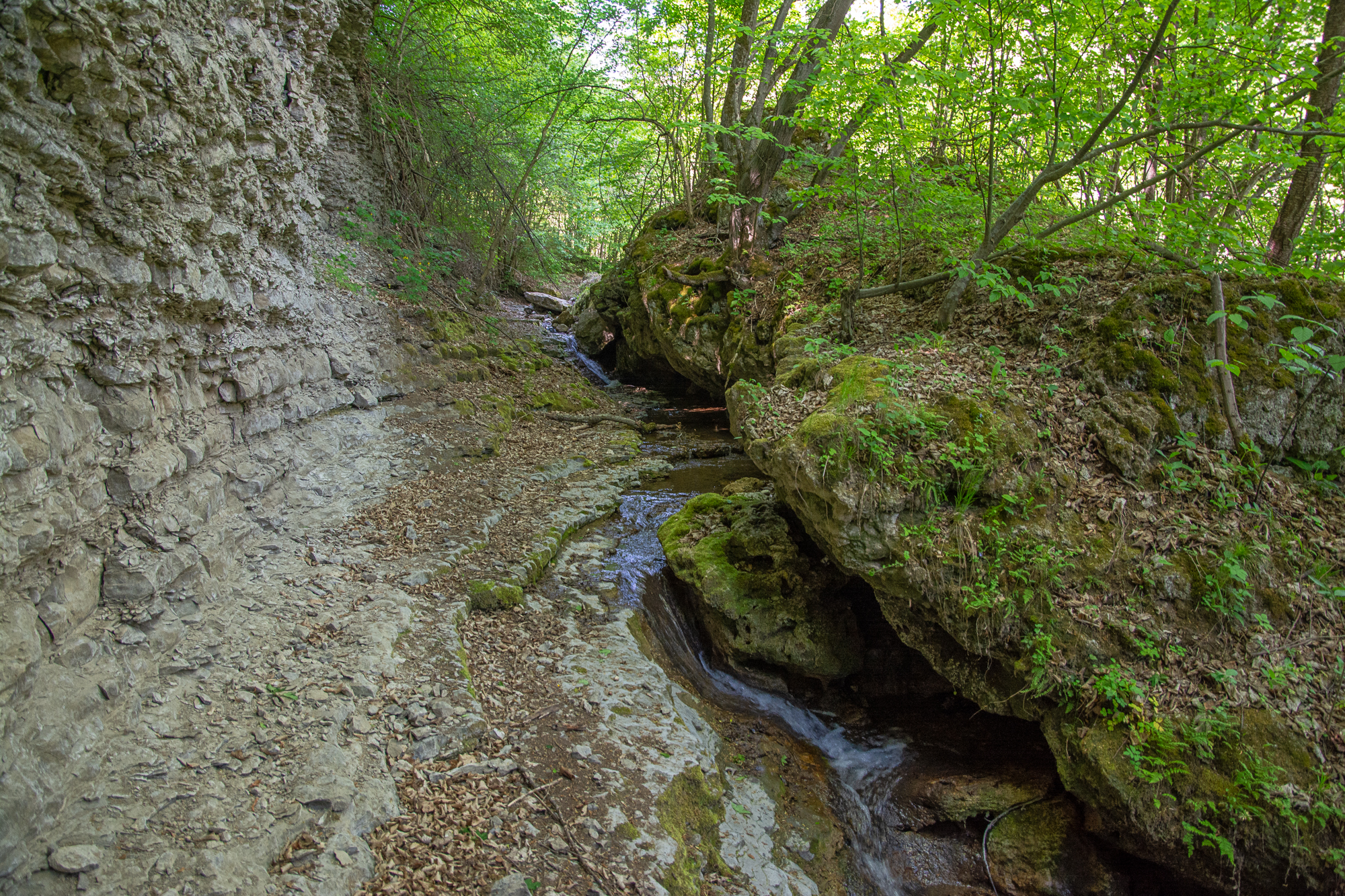
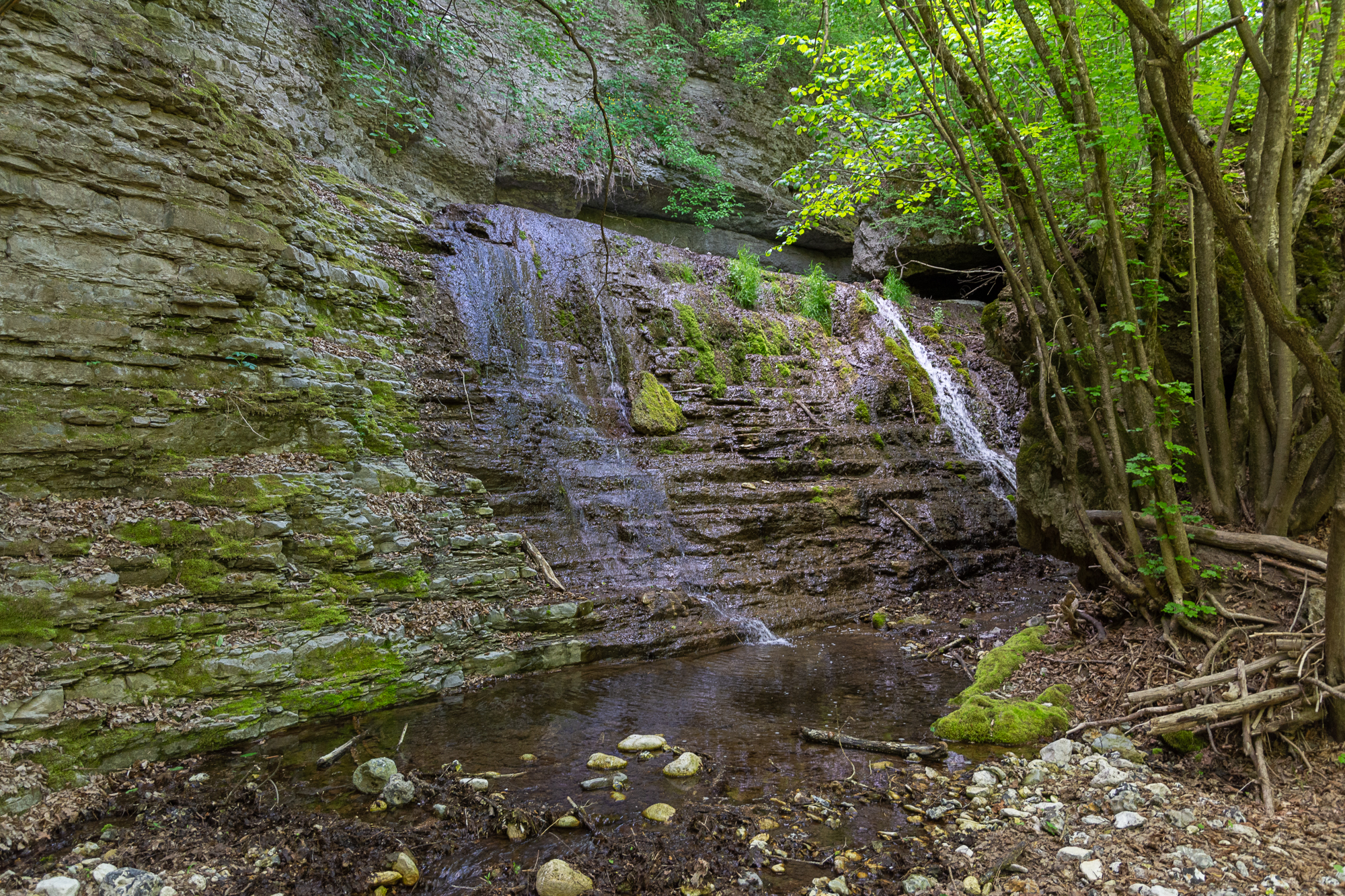
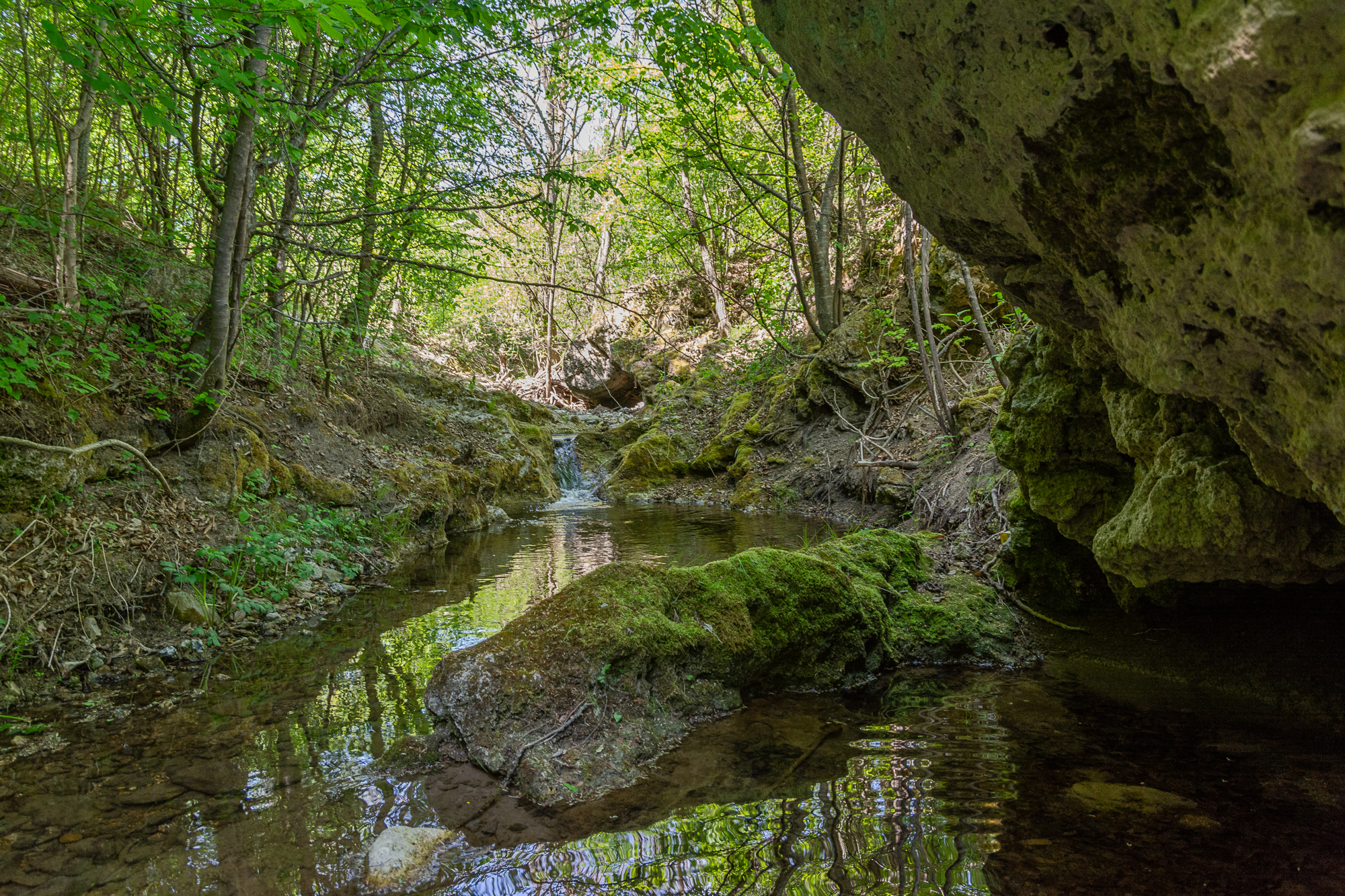